# Åmunnen
Åmunnen är en tätort (före 2015 småort) i Hossmo socken Kalmar kommun, Kalmar län belägen vid kusten.

## Befolkningsutveckling
| Befolkningsutvecklingen i Åmunnen 2015–2020 | Befolkningsutvecklingen i Åmunnen 2015–2020 | Befolkningsutvecklingen i Åmunnen 2015–2020 | Befolkningsutvecklingen i Åmunnen 2015–2020 | Befolkningsutvecklingen i Åmunnen 2015–2020 |
| ------------------------------------------- | ------------------------------------------- | ------------------------------------------- | ------------------------------------------- | ------------------------------------------- |
|                                             |                                             |                                             |                                             |                                             |
| År                                          |                                             |                                             | Folkmängd                                   | Areal (ha)                                  |
| 2015                                        | 2015                                        |                                             | 208                                         | 31                                          |
| 2020                                        | 2020                                        |                                             | 353                                         | 38                                          |
|                                             |                                             |                                             |                                             |                                             |

var före 2015 en småort som 2010 hade 93 invånare på 18 hektar.